# Sven Kramer
Sven Kramer, född 23 april 1986 i Heerenveen, är en nederländsk skridskoåkare specialiserad på de längre distanserna, 5 000 m och 10 000 m. Under vinter-OS i Vancouver gjorde Sven Kramer den bästa tiden av alla deltagande på 10 000 m, men han blev diskvalificerad eftersom hans tränare Gerard Kemkers lett in honom på fel bana. Vid vinter-OS i Sotji 2014 vann Kramer guld på 5 000 m på nytt olympiskt rekord. Vid vinter-OS i Pyeongchang 2018 vann Kramer guld på 5 000 m på nytt olympiskt rekord.
Vid de olympiska skridskotävlingarna 2018 i Pyeongchang vann Kramer guldmedaljen på 5 000 meter och en bronsmedalj i lagtempo.

## Personliga rekord
| Distans | Tid          | Datum            | Stad           |
| ------- | ------------ | ---------------- | -------------- |
| 500 m   | 36,20 s      | 12 januari 2008  | Kolomna        |
| 1000 m  | 1:10,83 min  | 15 oktober 2008  | Inzell         |
| 1500 m  | 1:43,99 min  | 9 november 2007  | Salt Lake City |
| 3000 m  | 3:37,15 min  | 17 november 2007 | Heerenveen     |
| 5000 m  | 6:03,32 min  | 17 november 2007 | Calgary        |
| 10000 m | 12:41,69 min | 10 mars 2007     | Salt Lake City |

* = världsrekord